# Flugplatz Heppenheim
Flygplats Heppenheim (ICAO: EDEP) (tyska: Flugplatz Heppenheim) är en Sonderlandeplatz utanför staden Heppenheim. Flygplatsen ligger 1 kilometer sydväst om Heppenheims stadscentrum. Idag har flygplatsen två startbanor. Flygplatsen ägs och sköts av Aero-Club Kreis Bergstraße e.V.